# Tour de l'Alt Var 2019
El Tour de l'Alt Var 2019, 51a edició del Tour de l'Alt Var, es disputà entre el 22 i el 24 de febrer de 2019 sobre un recorregut de 491,9 km repartits entre tres etapes. La cursa formava part del calendari de l'UCI Europa Tour 2019, amb una categoria 2.1.
El vencedor final fou el francès Thibaut Pinot (Groupama-FDJ), seguit a tres segons per Romain Bardet (AG2R La Mondiale) i a cinc per Hugh Carthy (EF Education First) completaren el podi.

## Equips
En aquesta edició hi prendran part 18 equips:
| WorldTeams (4)- AG2R La Mondiale - Groupama-FDJ - Trek-Segafredo - EF Education First Equips continentals professionals (11)- Arkéa-Samsic - Cofidis, Solutions Crédits - Delko-Marseille Provence - Direct Énergie - Vital Concept-B&B Hotels - Androni Giocattoli-Sidermec - Wallonie Bruxelles - Burgos-BH - Israel Cycling Academy - Riwal Readynez - Euskadi Basque Country-Murias Equips continentals (3)- Saint Michel-Auber 93 - Natura4Ever-Roubaix Lille Métropole - Sovac |
| |

## Etapes
| Etapa    | Data      | Ciutats d'etapa       | type                    | Distància (km) | Vencedor de l'etapa | Líder de la general |
| -------- | --------- | --------------------- | ----------------------- | -------------- | ------------------- | ------------------- |
| 1a etapa | 22 de feb | Vença – Mandatluec    | etapa plana             | 154,5          | Sep Vanmarcke       | Sep Vanmarcke       |
| 2a etapa | 23 de feb | Vidauban – Mons       | etapa accidentada       | 201,4          | Giulio Ciccone      | Giulio Ciccone      |
| 3a etapa | 24 de feb | La Londe – mont Faron | etapa de mitja muntanya | 136            | Thibaut Pinot       | Thibaut Pinot       |

### Etapa 1
| \| Classificació de l'etapa \| Classificació de l'etapa \| Classificació de l'etapa \| Classificació de l'etapa \| Classificació de l'etapa \| \| Corredor \| Corredor \| Equip \| Temps \| \| \| ------------------------ \| ------------------------ \| --------------------------- \| ------------------------ \| ------------------------ \| \| 1r \| Sep Vanmarcke \| EF Education First \| 4h 00' 22" \| \| \| 2n \| Julien El Fares \| Delko Marseille Provence \| + 0" \| \| \| 3r \| Giulio Ciccone \| Trek-Segafredo \| + 0" \| \| \| 4t \| Rudy Molard \| Groupama-FDJ \| + 0" \| \| \| 5è \| Alexis Vuillermoz \| AG2R La Mondiale \| + 0" \| \| \| 6è \| Lucas Eriksson \| Riwal Readynez \| + 0" \| \| \| 7è \| Krists Neilands \| Israel Cycling Academy \| + 0" \| \| \| 8è \| Thibaut Pinot \| Groupama-FDJ \| + 0" \| \| \| 9è \| Miguel Flórez López \| Androni Giocattoli-Sidermec \| + 0" \| \| \| 10è \| Dimitri Peyskens \| Wallonie Bruxelles \| + 0" \| \| |                     |                             |            |
| |                     |                             |            |
| Font: ProCyclingStats |                     |                             |            |
| Classificació de l'etapa |                     |                             |            |
| Corredor | Corredor            | Equip                       | Temps      |
| 1r | Sep Vanmarcke       | EF Education First          | 4h 00' 22" |
| 2n | Julien El Fares     | Delko Marseille Provence    | + 0"       |
| 3r | Giulio Ciccone      | Trek-Segafredo              | + 0"       |
| 4t | Rudy Molard         | Groupama-FDJ                | + 0"       |
| 5è | Alexis Vuillermoz   | AG2R La Mondiale            | + 0"       |
| 6è | Lucas Eriksson      | Riwal Readynez              | + 0"       |
| 7è | Krists Neilands     | Israel Cycling Academy      | + 0"       |
| 8è | Thibaut Pinot       | Groupama-FDJ                | + 0"       |
| 9è | Miguel Flórez López | Androni Giocattoli-Sidermec | + 0"       |
| 10è | Dimitri Peyskens    | Wallonie Bruxelles          | + 0"       |

| \| Classificació general \| Classificació general \| Classificació general \| Classificació general \| Classificació general \| \| Corredor \| Corredor \| Equip \| Temps \| \| \| --------------------- \| --------------------- \| --------------------------- \| --------------------- \| --------------------- \| \| 1r \| Sep Vanmarcke \| EF Education First \| 4h 00' 22" \| \| \| 2n \| Julien El Fares \| Delko Marseille Provence \| + 0" \| \| \| 3r \| Giulio Ciccone \| Trek-Segafredo \| + 0" \| \| \| 4t \| Rudy Molard \| Groupama-FDJ \| + 0" \| \| \| 5è \| Alexis Vuillermoz \| AG2R La Mondiale \| + 0" \| \| \| 6è \| Lucas Eriksson \| Riwal Readynez \| + 0" \| \| \| 7è \| Krists Neilands \| Israel Cycling Academy \| + 0" \| \| \| 8è \| Thibaut Pinot \| Groupama-FDJ \| + 0" \| \| \| 9è \| Miguel Flórez López \| Androni Giocattoli-Sidermec \| + 0" \| \| \| 10è \| Dimitri Peyskens \| Wallonie Bruxelles \| + 0" \| \| |                     |                             |            |
| |                     |                             |            |
| Font: ProCyclingStats |                     |                             |            |
| Classificació general |                     |                             |            |
| Corredor | Corredor            | Equip                       | Temps      |
| 1r | Sep Vanmarcke       | EF Education First          | 4h 00' 22" |
| 2n | Julien El Fares     | Delko Marseille Provence    | + 0"       |
| 3r | Giulio Ciccone      | Trek-Segafredo              | + 0"       |
| 4t | Rudy Molard         | Groupama-FDJ                | + 0"       |
| 5è | Alexis Vuillermoz   | AG2R La Mondiale            | + 0"       |
| 6è | Lucas Eriksson      | Riwal Readynez              | + 0"       |
| 7è | Krists Neilands     | Israel Cycling Academy      | + 0"       |
| 8è | Thibaut Pinot       | Groupama-FDJ                | + 0"       |
| 9è | Miguel Flórez López | Androni Giocattoli-Sidermec | + 0"       |
| 10è | Dimitri Peyskens    | Wallonie Bruxelles          | + 0"       |

### Etapa 2
| \| Classificació de l'etapa \| Classificació de l'etapa \| Classificació de l'etapa \| Classificació de l'etapa \| Classificació de l'etapa \| \| Corredor \| Corredor \| Equip \| Temps \| \| \| ------------------------ \| ------------------------ \| -------------------------- \| ------------------------ \| ------------------------ \| \| 1r \| Giulio Ciccone \| Trek-Segafredo \| 5h 19' 30" \| \| \| 2n \| Thibaut Pinot \| Groupama-FDJ \| + 0" \| \| \| 3r \| Romain Bardet \| AG2R La Mondiale \| + 0" \| \| \| 4t \| Lilian Calmejane \| Direct Énergie \| + 0" \| \| \| 5è \| Alexis Vuillermoz \| AG2R La Mondiale \| + 0" \| \| \| 6è \| Julien El Fares \| Delko Marseille Provence \| + 0" \| \| \| 7è \| Nicolas Edet \| Cofidis, Solutions Crédits \| + 0" \| \| \| 8è \| Hugh Carthy \| EF Education First \| + 0" \| \| \| 9è \| Kilian Frankiny \| Groupama-FDJ \| + 0" \| \| \| 10è \| Romain Combaud \| Delko Marseille Provence \| + 10" \| \| |                   |                            |            |
| |                   |                            |            |
| Font: ProCyclingStats |                   |                            |            |
| Classificació de l'etapa |                   |                            |            |
| Corredor | Corredor          | Equip                      | Temps      |
| 1r | Giulio Ciccone    | Trek-Segafredo             | 5h 19' 30" |
| 2n | Thibaut Pinot     | Groupama-FDJ               | + 0"       |
| 3r | Romain Bardet     | AG2R La Mondiale           | + 0"       |
| 4t | Lilian Calmejane  | Direct Énergie             | + 0"       |
| 5è | Alexis Vuillermoz | AG2R La Mondiale           | + 0"       |
| 6è | Julien El Fares   | Delko Marseille Provence   | + 0"       |
| 7è | Nicolas Edet      | Cofidis, Solutions Crédits | + 0"       |
| 8è | Hugh Carthy       | EF Education First         | + 0"       |
| 9è | Kilian Frankiny   | Groupama-FDJ               | + 0"       |
| 10è | Romain Combaud    | Delko Marseille Provence   | + 10"      |

| \| Classificació general \| Classificació general \| Classificació general \| Classificació general \| Classificació general \| \| Corredor \| Corredor \| Equip \| Temps \| \| \| --------------------- \| --------------------- \| -------------------------- \| --------------------- \| --------------------- \| \| 1r \| Giulio Ciccone \| Trek-Segafredo \| 9h 19' 52" \| \| \| 2n \| Julien El Fares \| Delko Marseille Provence \| + 0" \| \| \| 3r \| Thibaut Pinot \| Groupama-FDJ \| + 0" \| \| \| 4t \| Alexis Vuillermoz \| AG2R La Mondiale \| + 0" \| \| \| 5è \| Romain Bardet \| AG2R La Mondiale \| + 0" \| \| \| 6è \| Nicolas Edet \| Cofidis, Solutions Crédits \| + 0" \| \| \| 7è \| Hugh Carthy \| EF Education First \| + 0" \| \| \| 8è \| Rudy Molard \| Groupama-FDJ \| + 10" \| \| \| 9è \| Kilian Frankiny \| Groupama-FDJ \| + 14" \| \| \| 10è \| Mathias Le Turnier \| Cofidis, Solutions Crédits \| + 45" \| \| |                    |                            |            |
| |                    |                            |            |
| Font: ProCyclingStats |                    |                            |            |
| Classificació general |                    |                            |            |
| Corredor | Corredor           | Equip                      | Temps      |
| 1r | Giulio Ciccone     | Trek-Segafredo             | 9h 19' 52" |
| 2n | Julien El Fares    | Delko Marseille Provence   | + 0"       |
| 3r | Thibaut Pinot      | Groupama-FDJ               | + 0"       |
| 4t | Alexis Vuillermoz  | AG2R La Mondiale           | + 0"       |
| 5è | Romain Bardet      | AG2R La Mondiale           | + 0"       |
| 6è | Nicolas Edet       | Cofidis, Solutions Crédits | + 0"       |
| 7è | Hugh Carthy        | EF Education First         | + 0"       |
| 8è | Rudy Molard        | Groupama-FDJ               | + 10"      |
| 9è | Kilian Frankiny    | Groupama-FDJ               | + 14"      |
| 10è | Mathias Le Turnier | Cofidis, Solutions Crédits | + 45"      |

### Etapa 3
| \| Classificació de l'etapa \| Classificació de l'etapa \| Classificació de l'etapa \| Classificació de l'etapa \| Classificació de l'etapa \| \| Corredor \| Corredor \| Equip \| Temps \| \| \| ------------------------ \| ------------------------ \| -------------------------- \| ------------------------ \| ------------------------ \| \| 1r \| Thibaut Pinot \| Groupama-FDJ \| 3h 19' 52" \| \| \| 2n \| Romain Bardet \| AG2R La Mondiale \| + 3" \| \| \| 3r \| Hugh Carthy \| EF Education First \| + 5" \| \| \| 4t \| Lilian Calmejane \| Direct Énergie \| + 11" \| \| \| 5è \| Alexis Vuillermoz \| AG2R La Mondiale \| + 11" \| \| \| 6è \| Kilian Frankiny \| Groupama-FDJ \| + 13" \| \| \| 7è \| Nicolas Edet \| Cofidis, Solutions Crédits \| + 13" \| \| \| 8è \| Alexandre Geniez \| AG2R La Mondiale \| + 51" \| \| \| 9è \| Julien El Fares \| Delko Marseille Provence \| + 51" \| \| \| 10è \| Nans Peters \| AG2R La Mondiale \| + 56" \| \| |                   |                            |            |
| |                   |                            |            |
| Font: ProCyclingStats |                   |                            |            |
| Classificació de l'etapa |                   |                            |            |
| Corredor | Corredor          | Equip                      | Temps      |
| 1r | Thibaut Pinot     | Groupama-FDJ               | 3h 19' 52" |
| 2n | Romain Bardet     | AG2R La Mondiale           | + 3"       |
| 3r | Hugh Carthy       | EF Education First         | + 5"       |
| 4t | Lilian Calmejane  | Direct Énergie             | + 11"      |
| 5è | Alexis Vuillermoz | AG2R La Mondiale           | + 11"      |
| 6è | Kilian Frankiny   | Groupama-FDJ               | + 13"      |
| 7è | Nicolas Edet      | Cofidis, Solutions Crédits | + 13"      |
| 8è | Alexandre Geniez  | AG2R La Mondiale           | + 51"      |
| 9è | Julien El Fares   | Delko Marseille Provence   | + 51"      |
| 10è | Nans Peters       | AG2R La Mondiale           | + 56"      |

## Classificació final
| \| Classificació general \| Classificació general \| Classificació general \| Classificació general \| Classificació general \| \| Corredor \| Corredor \| Equip \| Temps \| \| \| --------------------- \| --------------------- \| -------------------------- \| --------------------- \| --------------------- \| \| 1r \| Thibaut Pinot \| Groupama-FDJ \| 12h 39' 44" \| \| \| 2n \| Romain Bardet \| AG2R La Mondiale \| + 3" \| \| \| 3r \| Hugh Carthy \| EF Education First \| + 5" \| \| \| 4t \| Alexis Vuillermoz \| AG2R La Mondiale \| + 11" \| \| \| 5è \| Nicolas Edet \| Cofidis, Solutions Crédits \| + 13" \| \| \| 6è \| Kilian Frankiny \| Groupama-FDJ \| + 27" \| \| \| 7è \| Julien El Fares \| Delko Marseille Provence \| + 51" \| \| \| 8è \| Giulio Ciccone \| Trek-Segafredo \| + 1' 14" \| \| \| 9è \| Rudy Molard \| Groupama-FDJ \| + 1' 54" \| \| \| 10è \| Mathias Le Turnier \| Cofidis, Solutions Crédits \| + 2' 10" \| \| |                    |                            |             |
| |                    |                            |             |
| Font: ProCyclingStats |                    |                            |             |
| Classificació general |                    |                            |             |
| Corredor | Corredor           | Equip                      | Temps       |
| 1r | Thibaut Pinot      | Groupama-FDJ               | 12h 39' 44" |
| 2n | Romain Bardet      | AG2R La Mondiale           | + 3"        |
| 3r | Hugh Carthy        | EF Education First         | + 5"        |
| 4t | Alexis Vuillermoz  | AG2R La Mondiale           | + 11"       |
| 5è | Nicolas Edet       | Cofidis, Solutions Crédits | + 13"       |
| 6è | Kilian Frankiny    | Groupama-FDJ               | + 27"       |
| 7è | Julien El Fares    | Delko Marseille Provence   | + 51"       |
| 8è | Giulio Ciccone     | Trek-Segafredo             | + 1' 14"    |
| 9è | Rudy Molard        | Groupama-FDJ               | + 1' 54"    |
| 10è | Mathias Le Turnier | Cofidis, Solutions Crédits | + 2' 10"    |

## Evolució de les classificacions
| Etapa               | Vencedor            | Classificació general | Classificació per punts | Classificació de la muntanya | Classificació dels joves | Classificació per equips |
| ------------------- | ------------------- | --------------------- | ----------------------- | ---------------------------- | ------------------------ | ------------------------ |
| 1                   | Sep Vanmarcke       | Sep Vanmarcke         | Sep Vanmarcke           | Julien Bernard               | Lucas Eriksson           | Groupama-FDJ             |
| 2                   | Giulio Ciccone      | Giulio Ciccone        | Giulio Ciccone          | Cyril Gautier                | Mathias Le Turnier       | Groupama-FDJ             |
| 3                   | Thibaut Pinot       | Thibaut Pinot         | Thibaut Pinot           | Cyril Gautier                | Mathias Le Turnier       | Groupama-FDJ             |
| Classificació final | Classificació final | Thibaut Pinot         | Thibaut Pinot           | Cyril Gautier                | Mathias Le Turnier       | Groupama-FDJ             |